# El espantatiburones
El espantatiburones (título original en inglés: Shark Tale) es una película de animación de 2004 producida por DreamWorks Animation. Cuenta con las voces de Will Smith, Jack Black, Renée Zellweger, Angelina Jolie, Martin Scorsese y Robert De Niro. Su título original era Shark Slayer (en español significa El Asesina-Tiburones), pero los productores pensaron que esto podría provocar un cierto grado de incomprensión entre el público destinatario de la película, los niños y las familias. Se estrenó el 30 de septiembre de 2004. La película trata sobre Oscar, un pez que se dedica a trabajar como "limpia lenguas" en un lavadero de ballenas y su deseo de ser millonario y famoso, que por casualidades y errores del destino le llevaran a sufrir terribles consecuencias en su vida. Fue nominada a un Premio Oscar en la categoría de Mejor película de animación.

## Argumento
El tiburón vegetariano Lenny salva a una lombriz de ser tragada por su hermano Frankie, pero este lo descubre y se lo lleva a su casa, un crucero hundido donde vive la mafia de tiburones. Mientras tanto un raspalenguas de ballenas llamado Óscar con sueños de grandeza, pero sin oportunidades reales para hacer fortuna en la colorida ciudad marítima, la cual vive aterrorizada por la frecuente presencia de tiburones que amenazan a la comunidad. Óscar trabaja en el lavado de ballenas, siguiendo los pasos de su padre, sin embargo Óscar con ideas desmesuradas para lograr sus sueños le pide prestadas grandes cantidades de dinero a Sykes, su jefe y dueño del lavado de ballenas.
En el barco hundido, Sykes habla con Don Lino, el padre de Lenny, sobre la herencia y de que no puede ser Lenny el heredero junto con Frankie porque no es un asesino. Por otro lado Sykes es presionado por Don Lino, quien es el jefe del hampa y dueño del arrecife, y que le cobra extorsión a su negocio. Sykes le exige a Óscar pagar una deuda de 5.000 de dinero y le da un tiempo de 24 horas (1 día) para pagarlo y para ello hace que las medusas Bernie y Ernie, sus secuaces, lo golpeen dejándole un ojo morado como advertencia de lo que pasará si no lo hace. La amiga de Oscar llamada Angie, al enterarse de la situación, le presta a Óscar una perla que su abuela le regaló tiempo atrás para que la empeñe y pague su deuda con Sykes enseñándole que los sueños grandes comienzan siempre desde pequeños.
Mientras tanto en un restaurante del arrecife de los tiburones Don Lino le intenta obligar a Lenny a comerse una gamba pero este se niega porque en realidad es diferente a los otros tiburones y no le gusta comer carne pero no lo admite y al final tras tanta insistencia a comérselo, Lenny grita que lo suelte, agarra todas las gambas y los saca salvándolos siendo cosa buena para él y para ellos pero no para su padre, su hermano y muchos tiburones que vieron lo que Lenny hizo, por lo que Don Lino le dice a Frankie que salga con Lenny para que aprenda a ser un tiburón le guste o no. Al día siguiente Óscar hará lo imposible para pagar su deuda con la carrera de caballos de mar pero al saber que dicha competencia estaba arreglada a favor de un caballo conocido como Suertudo apuesta todo el dinero al caballo creyendo poder ganar y no solo pagar su deuda sino tener la vida con la que sueña, hasta que su fortuna cae del cielo cuando quiera impresionar a una sensual pero interesada pez león llamada Lola quien le dice que es indiferente a Óscar ya que es solo un trabajador. 
Sin embargo, justo en las carreras (donde Sykes lo había citado) los apuesta y pierde el dinero porque el caballo de mar por el que apostó tropieza. Por órdenes de Sykes, las medusas proceden a atar y amordazar a Oscar, y lo dejan en una parte oscura del océano donde se divierten electrocutándolo, y justo Lenny y Frankie se acercan para convertirlo en un tiburón de verdad tras el incidente en el restaurante y las medusas se van despavoridas tras la presencia de los tiburones. Frankie le pide a Lenny que devore a Óscar, pero este lo desata y le dice que va a fingir comérselo mientras él escapa, pero este no se va y Frankie enojado ataca a Óscar por sí mismo pero en el proceso un ancla le cae encima  matándolo instantáneamente.
Lenny se va triste por la muerte de su hermano y Bernie y Ernie al ver solo a Óscar con el cadáver de Frankie creen que Óscar mató al tiburón y se convierte en el espantatiburones, esta circunstancia, auxiliada por algunas oportunas mentiras, hace que la ciudad entera crea que Óscar es un fiero cazador de tiburones, convirtiéndolo instantáneamente en el héroe de la ciudad, y dándole la fama y fortuna que el locuaz pez siempre deseó. Óscar se vuelve famoso por la muerte de Frankie, mientras tanto los tiburones hacen un funeral por el maravilloso tiburón asesino que ha existido, momentos después del funeral un tiburón leopardo que es amigo de Don Lino le dice que existe un Espantatiburones quien fue el quien asesino a Frankie y así Don Lino empieza a tramar un plan contra el espantatiburones. Óscar ahora conocido como El Espantatiburones comienza su alocada vida teniendo a Sykes como su representante y comienza a vivir en un enorme Penthouse en la cima del arrecife como siempre había deseado. Una noche, cuando tiburones salieron a buscar a Lenny, quien después del sepelio de Frankie huyó de toda su vida sintiéndose culpable de la muerte de su hermano. Durante una fiesta en su penthouse, Óscar se entera de que hay tiburones en el arrecife y es enviado para eliminarlos en el cual es algo que no llega a hacer y se oculta hasta que un momento se encuentra con Lenny nuevamente y éste le suplica que lo lleve ya que él no quiere regresar a casa, Óscar acepta la condición y de pronto Óscar se encuentra con unos pececitos jóvenes y traviesos que admiran a Óscar, quien los conmina a irse porque en la noche no es seguro hasta que ellos responden que ahora sí porque él es el Espantatiburones, Lenny escondido escucha eso y para cuando Óscar convence a los jóvenes que se vayan, Lenny se ríe de él, lo cual hace que Óscar ya no quiera ayudarlo pero Lenny consciente de la mentira de que podría decir a todos los amigos y admiradores de Óscar que no es un verdadero Espantatiburones. Óscar no le deja otro remedio que ayudarlo sin dudar y lo lleva en una guarida cerca del lavado de ballenas como escondite, ahí Óscar y Lenny se vuelven amigos y Lenny le cuenta a Óscar que es un tiburón vegetariano, esto le da risa a Óscar pero aguanta la risa para evitar no hacerle quedar mal a Lenny, sin embargo no todo se calma cuando Óscar se da cuenta de que el jefe de los tiburones es conocido como el padre de Lenny llamado Don Lino y que ahora lo anda buscando como venganza por la muerte de Frankie.
Cuando Óscar ve a Sykes en la torre arrecife hablando con Don Lino con insultos y que se callara por teléfono, Óscar se horroriza cuando Sykes le pasa el teléfono a Óscar y Don Lino le amenaza diciendo que sus secuaces lo encontrarán y lo matarán. Óscar viendo la situación en la que está ahora, luego de pedir vanamente ayuda a Sykes, regresa con Lenny para avisarle sobre eso pero se encuentra con Angie que ya descubrió la mentira de Óscar y se pone muy decepcionada y le aconseja que debe decir la verdad pero Óscar no está de acuerdo en su plan y le pide que a Lenny que lo ayude para evitar que no vengan los secuaces de su padre Don Lino, Lenny al darse cuenta de que si eliminan a Óscar lo buscarían a él como su siguiente objetivo, está ofrecido a ayudarlo y hacen un espectáculo sobre una falsa muerte de Lenny y con Don Don Lino viendo el espectáculo a través de la televisión debido a que Sykes le decía que encendiera la televisión para desafiarlo y que empezara a tener miedo. El espectáculo fue exitoso y se tomó a Lenny como muerto después de que Óscar lo lanzó en un acantilado haciendo que los secuaces de Don Lino huyeran, sin embargo cuando Óscar felizmente disfruta de su fanatismo, Lola aparece por detrás y le besa frente a Angie haciendo que esta se enfade con él y le confiesa su amor secreto y que lo amaría sí fuera un don nadie. Mientras Óscar ve que Angie tiene razón de que solo es un farsante, Lola vuelve a aparecer y Óscar rompe con ella pero esto enfada a Lola con deseos de venganza y le dice a Don Lino sobre la novia del espantatiburones que es una pez llamada Angie la cual Don Lino la usa como debilidad para Óscar mientras él compraba regalos para ella por el día de aniversario y lo obligan a ir a una reunión o de lo contrario Angie morirá, Sykes sospecha que Óscar no es un espantatiburones y esto lo horroriza después de las palabras que le dijo a Don Lino por teléfono pero Óscar sabiendo que Don Lino y sus secuaces no sospechan de la mentira lo usarán como su debilidad de nuevo además de reconocer a Lenny.
En la reunión Oscar siembra miedo entre los tiburones y pregunta de manera burlona quien organizó la reunión. En ese momento llega Don Lino y le dice a Oscar que está equivocado en pensar que no ha tratado con peces de su tamaño. Después llama a un camarero para que le entregue una bandeja con tapa. Al levantar la tapa, se muestra a Angie, aterrorizada de estar rodeada de tiburones, atada de manos por detrás y amordazada. Angie se enoja al ver a Oscar. Oscar le contesta a Don Lino: "Tú eres el que está equivocado. A penas conozco a esa señorita. ¿Cómo te llamas?". Angie le responde, pero al estar amordazada los demás no la escuchan. En ese momento Lola aparece con deseos de venganza contra Oscar por haber terminado con ella. Oscar le ordena a Lenny disfrazado como delfín colocándose como apodo Sebastián que se coma a Angie la cual en realidad solo lo mantiene en la boca pero no traga en ese instante Óscar, Lenny y Sykes deberían irse pero en vez de eso Óscar se queda burlándose de Don Lino y sus secuaces haciendo que Lenny ya no soportara el sabor de Angie en su boca ya que es vegetariano, haciendo que vomite diciendo "no lo toleré, me mataba el sabor" Don Lino reconociendo la voz del delfín descubre que es su hijo Lenny, este al ver que su padre ya sospecha de él, se revela usando una esponja quitando un poco de la pintura azul de su cuerpo y se enfada con él al ver que se hizo amigo del pez que mató su hermano Frankie, Óscar trata de decirle la verdad acerca de la muerte de Frankie, pero Don Lino interrumpe diciendo "¡Pero yo que te he hecho, tú me quitaste a Frankie y convertiste a Lenny en un delfín, pero lo pagarás ya!" así su tristeza se convierte en odio y empieza a perseguir a Óscar hasta llegar al lavado de ballenas, Óscar trata de atraparlo, en el intento atrapa a Lenny por error intentando detener a su padre pero en el segundo intento consigue atrapar a Don Lino esta vez y otra vez los admiradores de Óscar lo valoran demasiado pero Óscar ya cansado de vivir con la mentira se pone a gritar diciendo: "¡NO SOY UN VERDADERO ESPANTATIBURONES!", revelando la verdad de una vez, Don Lino queda confundido de lo que pasa y sobre la muerte de Frankie, Óscar le cuenta que un ancla fue quien asesinó a Frankie y que él no tuvo nada que ver ni tampoco Lenny, Don Lino luego pregunta que entonces por qué Lenny no regresó a casa a lo que este responde porque él siempre quiere que sea como su hermano Frankie y Óscar hace un discurso acerca sobre los gustos de Lenny que él es vegetariano, le gusta vestirse como delfín y su mejor amigo es un pez (refiriéndose a sí mismo) y todos les encantan tal como es él pero por qué Don Lino no y le dice que no cometa el mismo error que él hizo, que no sabe lo que vale hasta que ya no lo tienes. Esto entristece a Don Lino por los errores que ha cometido al no estar respetando la forma de vida de Lenny y le pide a Óscar que lo libere para abrazar a Lenny y para disculparse también, Óscar lo hace, libera a Lenny y a Don Lino y ambos se abrazan mientras que Angie al ver como Óscar confesó la verdad le perdona y lo besa. Óscar renuncia a toda su riqueza adquirida por su mentira y decreta paz entre los peces y los tiburones.
Finalmente gracias a Óscar la amenaza entre los tiburones se terminó dando la paz hacia los peces con ellos, el lavado de ballenas también se volvió como un lavado de tiburones y Don Lino permite que sus secuaces tiburones se vistan como gusten ellos. Óscar se vuelve socio del nuevo negocio e inicia una relación con Angie. Durante los créditos, Lola va a ver a Óscar en la parte superior del arrecife con ganas de hacer las paces con él por lo que hizo, pero lo único que encuentra es un cangrejo ermitaño llamado Loco Joe, uno de los amigos de Óscar, esperándola.

## Personajes
- Will Smith como Óscar, un Labroides dimidiatus. El protagonista de la película, Óscar es un trabajador de bajo rendimiento en el lavado de ballenas de la Ciudad de Coral. Él quiere ser rico, pero sus planes siempre fallan y le debe cinco mil almejas a Sykes. Cuando no puede pagar esa deuda está presente cuando Frankie es asesinado por un ancla ya que Frankie buscaba devorarlo. Luego toma el crédito por matar a los tiburones y obtiene el título de "espantatiburones". Al principio no es consciente de que Lenny es el hijo de Don Lino. Sus principales gustos son la fama, la música disco-funk (también el famoso Baile Moonwalk de Michael Jackson que Óscar realiza a veces) y fingir "salir con chicas". En español fue doblado por Fernando Tejero.
- Jack Black como Lenny. Un gran tiburón blanco. Lenny no es un carnívoro, él es vegetariano, pero tiene miedo de admitir eso a su padre, Don Lino. Lenny se asusta y se deprime cuando su hermano Frankie es asesinado por un accidente, en parte, se culpa a sí mismo por el accidente. Se escapa de casa, y Óscar consigue esconderlo. Más tarde se disfraza como un delfín afeminado, se hace amigo de Óscar y Angie, y comienza a trabajar en el Lavado de Ballenas. Es el hijo menor de Don Lino. Fue doblado por Alberto Mieza.
- Robert De Niro como Don Lino. El padre de Frankie y Lenny, y el líder de una mafia criminal de tiburones por ende es el antagonista principal de la película. Él quiere que Lenny y Frankie se hagan cargo de la «empresa» juntos. Cuando muere Frankie y Lenny huye, Lino envía a sus tiburones a buscar a Lenny y matar al espantatiburones. Su hogar es el RMS Titanic. Cuando se entera de que Lenny es vegetariano y se viste como un delfín, se enfurece y culpa a Óscar. Es una parodia de Don Vito Corleone en El Padrino II - que también fue interpretado por Robert De Niro. En español fue doblado por Pepe Sancho.
- Renée Zellweger como Angie, una Pomacanthidae. Es la mejor amiga de Óscar y una compañera de trabajo, Angie alberga un amor secreto hacia él y para pagar su deuda a Sykes, ella le da una perla rosa de su abuela. Pronto, cuando Óscar posee el título de "espantatiburones", Angie se entera luego de que Óscar ha mentido con el fin de recibir su fama. En español fue doblada por María Adánez.
- Angelina Jolie como Lola. Una Pterois seductora de la cual Óscar se enamora perdidamente, aunque es evidente que Lola sólo está interesada en Óscar por su fama y fortuna. Su apariencia se asemeja a la de Jessica Rabbit de la película Who Framed Roger Rabbit? y su actitud a la de una Femme Fatale (Mujer fatal). Óscar en un momento la rechaza dándose cuenta de que es engañadora. Como venganza, secuestra a Angie y la entrega a Don Lino. Al final, regresa al penthouse de Óscar, sólo para encontrar a Crazy Joe. En español fue doblada por Natalia Verbeke.
- Martin Scorsese como Sykes. Sykes es un Diodontidae, así como el dueño del lavado de ballenas al cual Óscar le debe cinco mil almejas. Trabajaba para Don Lino, pero fue expulsado y le dijo a Óscar que pagara sus deudas para poder pagarle al gánster. Cuando Óscar pierde el dinero en una apuesta, ordena a Ernie y Bernie torturar a Óscar. Cuando Óscar posee el título de "asesino de tiburones", se convierte en su agente, sin la menor idea de que todo fue un accidente. En español fue doblado por Santiago Ramos.
- Doug E. Doug y Ziggy Marley como Bernie y Ernie. Dos medusas y compañeros de trabajo de Óscar, Ernie y Bernie son guardaespaldas y secuaces de Sykes. Ernie y Bernie están obsesionados por los videojuegos que parodian a la fama de Óscar siendo electrocutado con tentáculos de medusas. Cuando Óscar se hace famoso, comienzan a respetarlo y ser sus amigos leales. En español fueron doblados por Raúl Llorens y Marc Zanni, respectivamente.
- Michael Imperioli como Frankie. El hijo mayor de Lino y hermano de Lenny, un tiburón salvaje y asesino. Se suponía que Lenny sería un asesino como Frankie, y se encuentran con Óscar en el desierto. Frankie le dice a Lenny que lo ataque y se lo coma, pero cuando Lenny falsifica su ataque, Frankie se enfada con él y tras una breve persecución, se prepara para comer a Óscar, pero pierde su vida cuando un ancla cae sobre él. Óscar se lleva el crédito de este accidente. Es una parodia de Santino Corleone en El Padrino. En español está doblado por Xavier Fernández.
- Vincent Pastore como Luca. gamberro y mano derecha de Don Lino, Luca es un pulpo con una tendencia a afirmar lo obvio. Su nombre alude al personaje de El Padrino, Luca Brasi. En español fue doblado por Pepe Mediavilla.
- Peter Falk como Don Feinberg. Un tiburón leopardo de edad avanzada que es amigo de Don Lino y con poco talento para el canto. En español fue doblado por Joaquín Díaz.
- David P. Smith como Crazy Joe. Un cangrejo ermitaño loco, que es un amigo y vecino de Óscar y que tiene una "actitud de locos". Vive en un contenedor de basura cerca del lavado de ballenas. En español fue doblado por Marcos Valdés y Miguel Ángel Jenner
- Katie Couric como Katie Current, la periodista local del arrecife. Katie Couric prestó su voz para el personaje en Estados Unidos, y su nombre fue parodiado en la película. En español fue doblada por Mercedes Milá.
- Lenny Venito como Giuseppe. En español fue doblado por Gonzalo Durán.

- David Soren.
- Ryan Elizabeth Lynch.
- Bobb'e J. Thompson.
- Kamali Minter.
- Emily Lyon Segan.
- Saverio Guerra como Pontrelli.
- Shelley Morrison como la Srita. Sánchez.
- Mark Swift como un anunciante.
- James Madio.
- Frank Vincent como una ballena blanca.
- Joseph Siravo como el amigo de una ballena blanca.
- Steve Alterman.
- Phil LaMarr como el propietario de una tienda.
- Jennifer Lewis como una tortuga.
- Sean Bishop.
- James Ryan.
- Latifa Ouaou.
- David Yanover como el pescado taxista.
- Stephen Apostolina.
- Robert Clotworthy.
- Faiz-Kevin Mangat como Ernie.
- Christina Aguilera como ella misma representada como una medusa que interpreta junto con Missy el tema principal de la película, "Car Wash"
- Missy Elliott como Missy una pez morado rapera que acompaña a Christina. Ella rapea muy rápido, además de ser representada más bella que su compañera de canto.
- Gamba fue doblada por Aleix Estadella.

## Doblaje
| Personaje                     | Actor de voz original | Actor de doblaje (Hispanoamérica) | Actor de doblaje (España) |
| ----------------------------- | --------------------- | --------------------------------- | ------------------------- |
| Óscar                         | Will Smith            | Arath de la Torre                 | Fernando Tejero           |
| Lenny                         | Jack Black            | Javier Rivero                     | Alberto Mieza             |
| Angie                         | Renée Zellweger       | Jessica Ortiz                     | María Adánez              |
| Don Lino                      | Robert De Niro        | José Lavat                        | Pepe Sancho               |
| Lola                          | Angelina Jolie        | Dulce Guerrero                    | Natalia Verbeke           |
| Sykes                         | Martin Scorsese       | Salvador Nájar                    | Santiago Ramos            |
| Frankie                       | Michael Imperioli     | Sergio Gutiérrez Coto             | Xavier Fernández          |
| Ernie                         | Ziggy Marley          | Freddy Ortega                     | Marc Zanni                |
| Bernie                        | Doug E. Doug          | Germán Ortega                     | Raúl Llorens              |
| Katie Current                 | Katie Couric          | Sonia Casillas                    | Mercedes Milá             |
| Luca                          | Vincent Pastore       | Sebastián Llapur                  | Pepe Mediavilla           |
| Don Ira Feinberg              | Peter Falk            | Ramón Menéndez                    | Joaquín Díaz              |
| Loco Joe                      | David P. Smith        | Marcos Valdés                     | Miguel Ángel Jenner       |
| Camarón                       | David Soren           | Mario Filio                       |                           |
| Niño Pez #1                   | Bobb'e J. Thompson    | Alejandro Orozco Martinez         |                           |
| Niño Pez #2                   | Kamali Winter         | Hedrian Sánchez                   |                           |
| Niño Pez #3                   | Emily Lyon Segan      | Jessica Ángeles                   |                           |
| Gerente pez del Cajero        | James Ryan            | Herman López                      |                           |
| Ostra                         | James Ryan            | Noé Velázquez                     |                           |
| Compañero de trabajo de Óscar | James Ryan            | Benjamín Rivera                   |                           |
| Compañera de trabajo de Óscar | Latifa Ouaou          | Mildred Barrera                   |                           |
| La señora Sánchez             | Shelley Morrison      | Magda Giner                       |                           |
| Pez #1                        | Sean Bishop           | Carlos Enrique Bonilla            |                           |
| Pez #2                        | Steve Alterman        | Carlos del Campo                  |                           |
| Giussepe                      | Lenny Venito          | Eduardo Giaccadi                  | Gonzalo Durán             |
| Tiburón blanco #1             | Lenny Venito          | Mario Arvizu                      |                           |
| Tiburón blanco #2             | James Madin           | Victor Delgado Solis              |                           |
| Tiburón blanco #3             | Frank Vincent         | Gonzalo Curiel                    |                           |
| Tiburón blanco #4             | Sean Bishop           | Herman López                      |                           |
| Tiburón blanco #5             | Joseph Siravo         | Raymundo Armijo Ugalde            |                           |
| Ballena payaso                | James Ryan            | Diego Armando Nieves              |                           |
| Anunciador                    | Mark Swift            | Andrés Edgardo García Huerta      |                           |
| Comentarista                  | Mark Swift            | Victor Delgado Solis              |                           |

## Recepción crítica
La película recibió críticas mixtas por parte de revistas como The New York Times, que le dio un puntaje de 7 y la aclamó como "Otro gran prodigio de la animación". En Metacritic, tuvo un puntaje alrededor de 48% basado en 36 votos.
Algunos de los críticos de dicha página elogiaron la animación hecha por Dreamworks y la música, pero criticaron la falta de humor, misterio y acción. Inclusive, algunos de los que le había  dado una crítica regular dijeron que no estaba a las alturas de "Buscando a Nemo" de Disney-Pixar.

## Banda sonora
La banda sonora estuvo a cargo del galardonado compositor Hans Zimmer. Cuenta con canciones de géneros R&B, Pop, Disco y Hip-hop, hechas por artistas famosos tales como Christina Aguilera, Missy Elliot, Sean Paul, Justin Timberlake, The Pussycat Dolls, Ziggy Marley, Avant, Mary J. Blige y Will Smith.
Los temas principales de la película son: Car Wash (Christina Aguilera ft. Missy Elliot), Got To Be Real (Will Smith ft. Mary J. Blige) y Three Little Birds (Sean Paul ft. Ziggy Marley).